# El Hadi Benturki
El Hadi Benterki, né le 3 septembre 1948 à Blida (Algérie), est un footballeur international algérien.

## Biographie
El Hadi Benterki reçoit quatre sélections officielles en équipe d'Algérie. Il reçoit également trois sélections non officielles. Il marque un but lors d'un match non officiel.
Il joue pour la première fois avec l'équipe d'Algérie le 22 décembre 1968, face à l'équipe de France des moins de 23 ans (1-1). Il joue son dernier match en équipe d'Algérie le 5 décembre 1969, contre la Corée du Nord (1-3).

## Matchs internationaux
Le tableau suivant liste les rencontres de l'équipe d'Algérie dans lesquelles El Hadi Benterki a été sélectionné, depuis le 30 octobre 1968 jusqu'au 5 décembre 1969.
| Sélections | Date              | Stade                             | Adversaire           | Résultat | Minutes             | Compétition | Buts | Passes | Capitaine | Club      |
| ---------- | ----------------- | --------------------------------- | -------------------- | -------- | ------------------- | ----------- | ---- | ------ | --------- | --------- |
| -          | 30 octobre 1968   | Stade Ben Abdelmalek, Constantine | Union soviétique U23 | 0 - 1    | Titulaire           | Amical      | 0    | 0      | Non       | USM Blida |
| -          | 22 décembre 1969  | Stade Ahmed-Zabana, Oran          | France U23           | 1 - 1    | Titulaire           | Amical      | 0    | 0      | Non       | USM Blida |
| 1          | 9 mars 1969       | Stade du 20-Août-1955, Alger      | Maroc                | 2 - 0    | remplaçant de Fréha | QCAN        | 0    | 0      | Non       | USM Blida |
| 2          | 19 septembre 1969 | Stade international, Le Caire     | Égypte               | 1 - 0    | Titulaire           | QCAN        | 0    | 0      | Non       | USM Blida |
| 3          | 5 décembre 1969   | Stade du 20-Août-1955, Alger      | Égypte               | 1 - 1    | Titulaire           | QCAN        | 0    | 0      | Non       | USM Blida |
| 4          | 5 décembre 1969   | Stade du 20-Août-1955, Alger      | Corée du Nord        | 1 - 3    | Titulaire           | Amical      | 0    | 0      | Non       | USM Blida |

| Résultat : - G = Match gagné - N = Match nul - P = Match perdu |

## Palmarès
- Champion d'Algérie de D2 en 1972 avec l'USM Blida